# Valerio Di Benedetto
Valerio Di Benedetto (Roma, 20 agosto 1985) è un attore italiano.

## Biografia
Si è diplomato in arte drammatica presso l’accademia Teatro Azione di Roma. Inizia a lavorare in teatro e partecipa a webseries di successo quali ad esempio The Pills e Freaks!,  ai cortometraggi, Salame milanese di Ciro De Caro e Il primo giorno di primavera di Gabriele Pignotta, e ai film Inside, Il giorno dell’odio di Daniele Misischia e La dolce arte di esistere di Pietro Reggiani. Inoltre, ha partecipato al film Ti sposo ma non troppo di Gabriele Pignotta.
Nel 2013 debutta al cinema come protagonista nel film Spaghetti Story, opera prima di Ciro De Caro.
Nel 2014 interpreta Dylan Dog in Vittima degli eventi di Claudio Di Biagio.
Nel 2016 è protagonista della webserie Rai L'amore al tempo del precariato vincitrice del Premio Solinas Web.
A teatro ha lavorato su palchi importanti dal Teatro Eliseo al Teatro Brancaccio con lo spettacolo internazionale Che disastro di commedia.
Nel 2018 è nel cast di Nero a metà in onda su Rai 1 e in Romolo + Giuly: La guerra mondiale italiana su Sky Fox.
Nel 2017, ha pubblicato Amore a tiratura limitata, la sua prima raccolta di poesie, edita da Miraggi Edizioni.
Sotto lo pseudonimo di Umanamente in Bilico firma le sue opere di street-art, dipingendo i suoi versi sui muri e le saracinesche cittadine in Italia e all’estero. Nel 2018, espone in mostra a Roma le sue opere riprodotte su supporti metallici.

## Filmografia

### Cinema
- Il giorno dell'odio, regia di Daniele Misischia (2011)
- Inside, regia di Daniele Misischia (2012)
- Spaghetti Story, regia di Ciro De Caro (2013)
- Ti sposo ma non troppo, regia di Gabriele Pignotta (2014)
- Vittima degli eventi, regia di Claudio Di Biagio (2014) – mediometraggio
- La dolce arte di esistere, regia di Pietro Reggiani (2015)
- Acqua di marzo, regia di Ciro De Caro (2016)
- Quando sarò bambino, regia di Edoardo Palma (2017)
- Radio Cortile, regia di Francesco Bonelli (2020)
- Giulia, regia di Ciro De Caro (2021)
- Taxi Monamour, regia di Ciro De Caro (2024)
- Unicorni, regia di Michela Andreozzi (2025)

### Televisione
- Romanzo criminale, regia di Stefano Sollima (2010)
- 18 – Clash of Futures, diretto da Jan Peter e Frédéric Goupil (2017)
- Romolo + Giuly: La guerra mondiale italiana, regia di Michele Bertini (2018)
- Nero a metà, regia di Marco Pontecorvo, Claudio Amendola ed Enrico Rosati (2018-in corso)
- Il grande gioco, regia di Fabio Resinaro e Nico Marzano, episodi 1x03-1x04 (2022)
- Il nostro generale, regia di Lucio Pellegrini e Andrea Jublin – serie TV (2023)
- Lea - I nostri figli, regia di Fabrizio Costa - serie TV, 5 episodi (2023)
- Che Dio ci aiuti - serie TV, episodio 8x11 (2025)

### Web series
- The Pills, regia di Luca Vecchi (2012-2013)
- Freaks!, regia di Claudio Di Biagio (2012)
- Cose da uomini, regia di Mauro Uzzeo (2014)
- Diaframma, regia di Luca Di Giovanni (2015)
- Lato D, regia di Luigi Di Capua (2015)
- L'amore al tempo del precariato, regia di Michele Bertini (2016)

### Cortometraggi
- Il giorno del mio compleanno, regia di Roberto Capucci (2010)
- Salame milanese, regia di Ciro De Caro (2010)
- La tessera del tifoso, regia di Ciro De Caro (2011)
- Balotelli e la fuga dei cervelli, regia di Ciro De Caro (2011)
- Il primo giorno di primavera,  regia di Gabriele Pignotta (2012)
- Adesso basta!, regia di Francesco Galati (2014)
- Non è un paese per porci!, regia di Andrea De Simone (2014)
- Un capodanno da Dio, regia di Andrea De Simone (2014)
- Cala il gelo, regia di Luca Di Giovanni (2015)

### Videoclip
- Roma d'estate di Artù (2016)
- Dall'alba al tramonto di Ermal Meta (2018)

## Teatro
- Cuore di tenebra, regia di Virginia Acqua (2015)
- Kent, scritto da Marco Andreoli, regia di Cristiana Vaccaro (2016, 2018)
- Liberi tutti, scritto e diretto da Elda Alvigini (2017)
- Roma caput mundi, scritto e diretto da Giovanni Franci (2018)
- Che disastro di commedia, regia di Mark Bell (2017)
- L'effetto che fa, scritto e diretto da Giovanni Franci (2018)
- Pietro Orlandi, fratello, scritto e diretto da Giovanni Franci (2023-2024)

## Opere
- Amore a tiratura limitata, Miraggi Edizioni (2017)